# Гайданов, Олег Иванович
Оле́г Ива́нович Гайда́нов (род. 14 января 1945, Актюбинск, Актюбинская область, Казахская ССР) — российский юрист и государственный деятель, кандидат юридических наук (1983), профессор, временно исполняющий обязанности генерального прокурора Российской Федерации (8 октября — 24 октября 1995 года), заместитель Генерального прокурора Российской Федерации (13 мая 1994 — 16 ноября 1995 года). Государственный советник юстиции 2-го класса.

## Биография
Родился 14 января 1945 года в городе Актюбинск Актюбинской области Казахской ССР. После школы работал токарем на заводе ферросплавов. В 1964 году по направлению завода поступил в Саратовский политехнический институт. Через полгода специальным решением Министерства обороны СССР был призван в армию и направлен в секретную школу авиации, которую окончил через два года, после чего в звании старшего сержанта проходил службу на полигонах Байконур, Капустин Яр и других. Параллельно со службой окончил партийную школу при политическом управлении Советской Армии. После демобилизации в ноябре 1967 года был направлен на комсомольскую работу, заведовал организационным отделом горкома ВЛКСМ.
В 1968 году поступил в Оренбургский филиал Всесоюзного юридического заочного института, который окончил в 1973 году. В 1971 году был назначен помощником районного прокурора, а в 1973 году его перевели помощником областного прокурора. В 1974 году в связи с организацией в Актюбинске нового Пролетарского района назначен прокурором этого района. В 1978 году ему досрочно присвоен чин советника юстиции; он был назначен заместителем, затем первым заместителем прокурора Гурьевской области. В 1981 году назначен заместителем начальника следственного управления, членом коллегии Прокуратуры Казахской ССР.
В 1983 году в Саратовском юридическом институте защитил кандидатскую диссертацию на тему: «Прокурорский надзор за исполнением законов об охране рыбных запасов».
Более четырёх лет был заместителем прокурора Узбекской ССР, в этой должности участвовал в работе следовательской группы Т. Х. Гдляна и Н. В. Иванова при расследовании Хлопкового дела. Также О. И. Гайданов был прокурором Целиноградской (с 1989 года) и Семипалатинской областей.
После распада СССР переехал в Россию. В декабре 1993 года назначен заместителем прокурора войсковой части № 95006, а в феврале 1994 года — начальником следственного управления Генеральной прокуратуры РФ и на этой должности, в частности, руководил расследованием уголовных дел, связанных с «золотом КПСС», роспуском Съезда народных депутатов и Верховного Совета, расстрелом царской семьи, делом «Властилины», захватом заложников в Будённовске.
13 мая 1994 года назначен заместителем Генерального прокурора РФ, а с 8 по 24 октября 1995 года был временно исполняющим обязанности Генерального прокурора Российской Федерации.
16 ноября 1995 года ушёл в отставку, в январе 1996 года уволен из органов прокуратуры в связи с уходом на пенсию. После этого занимал ряд должностей в нескольких компаниях. В 1998 году основал и возглавил юридический центр «Советник права». С 2004 года является членом экспертного совета комитета по безопасности Государственной думы РФ.
Член Правления Международной Федерации русскоязычных писателей, руководитель юридического департамента «МФРП». Профессор Академии управления МВД, член консультативного совета при Генеральной прокуратуре РФ, руководитель адвокатской коллегии «Гайданов и партнёры».

## Личная жизнь
Женат на Валентине Романовой, дочери бывшего члена политбюро ЦК КПСС Г. В. Романова.